# آشریت
آشریت (به انگلیسی: Ashret) یک منطقهٔ مسکونی در پاکستان است که در خیبر پختونخوا واقع شده‌است.